# Microtatorchis lamii
Microtatorchis lamii är en orkidéart som beskrevs av Johannes Jacobus Smith. Microtatorchis lamii ingår i släktet Microtatorchis och familjen orkidéer. Inga underarter finns listade i Catalogue of Life.